# فيات سيينا
فيات سيينا (بالإنجليزية: Fiat Siena)‏ هي سيارة من تصنيع شركة فيات.

## الطرازات المختلفة
فيات سيينا هو المشروع "178" لمجموعة فيات الدولية، وقد شهدت عدة تغييرات.
- أول طراز أطلق في يونيو 1997 بالأرجنتين، وقد ثم تصنيعها بمعمل فيات سڤيل الذي يقع بمدينة قرطبة وبعد ذلك بعدة دول .
- أطلق الطراز الثاني من فيات سيينا سنة 2001.
- الطراز الثالث المسمى فيات سيينا فاير 1.4، وقد أطلق هذا الطراز سنة 2004، وقد شهد هذا الطراز عدة تغييرات على مستوى الشكل.
- فيات سيينا الطراز الرابع.

## معرض الصور

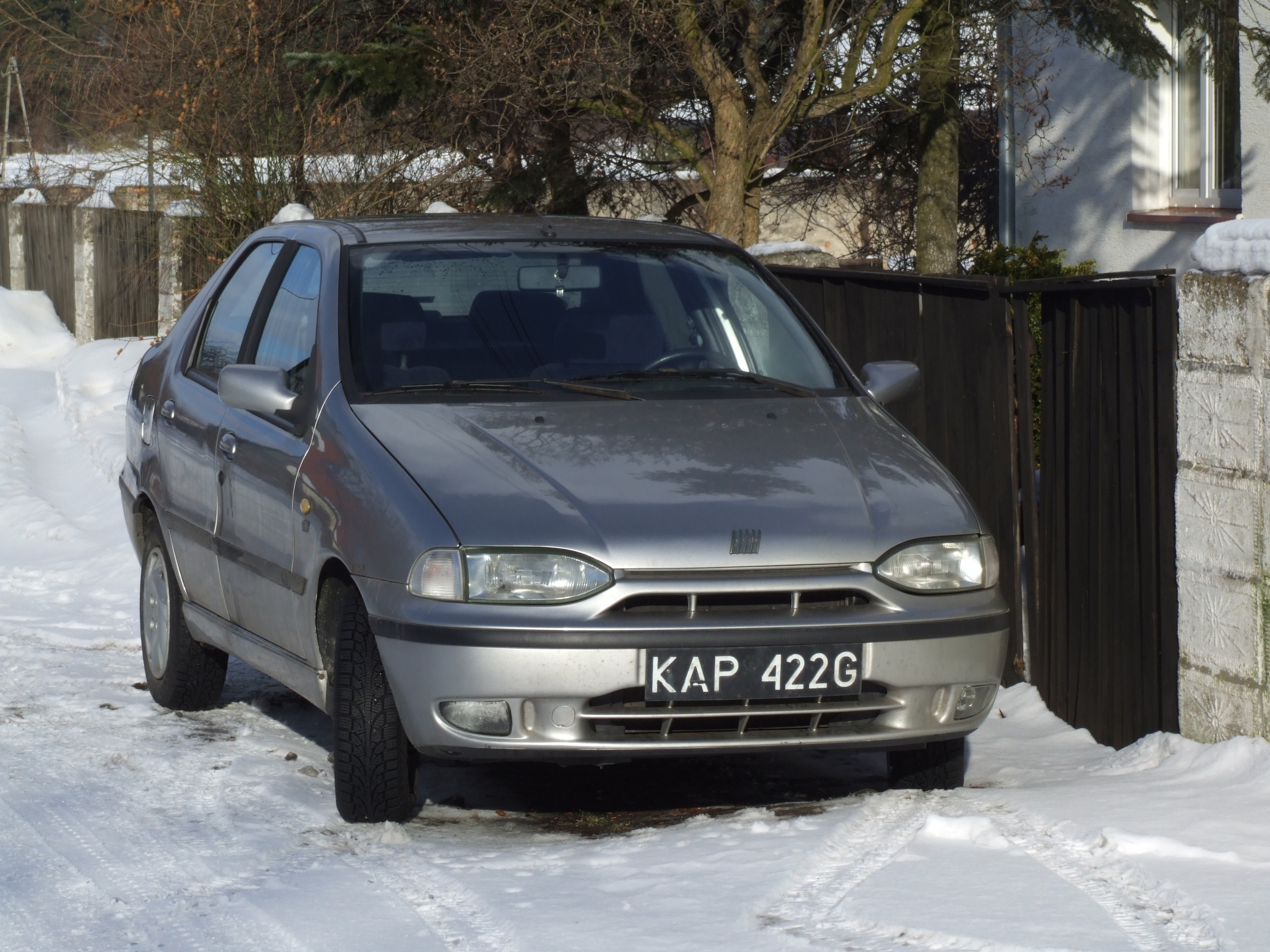
أول طراز من فيات سيينا
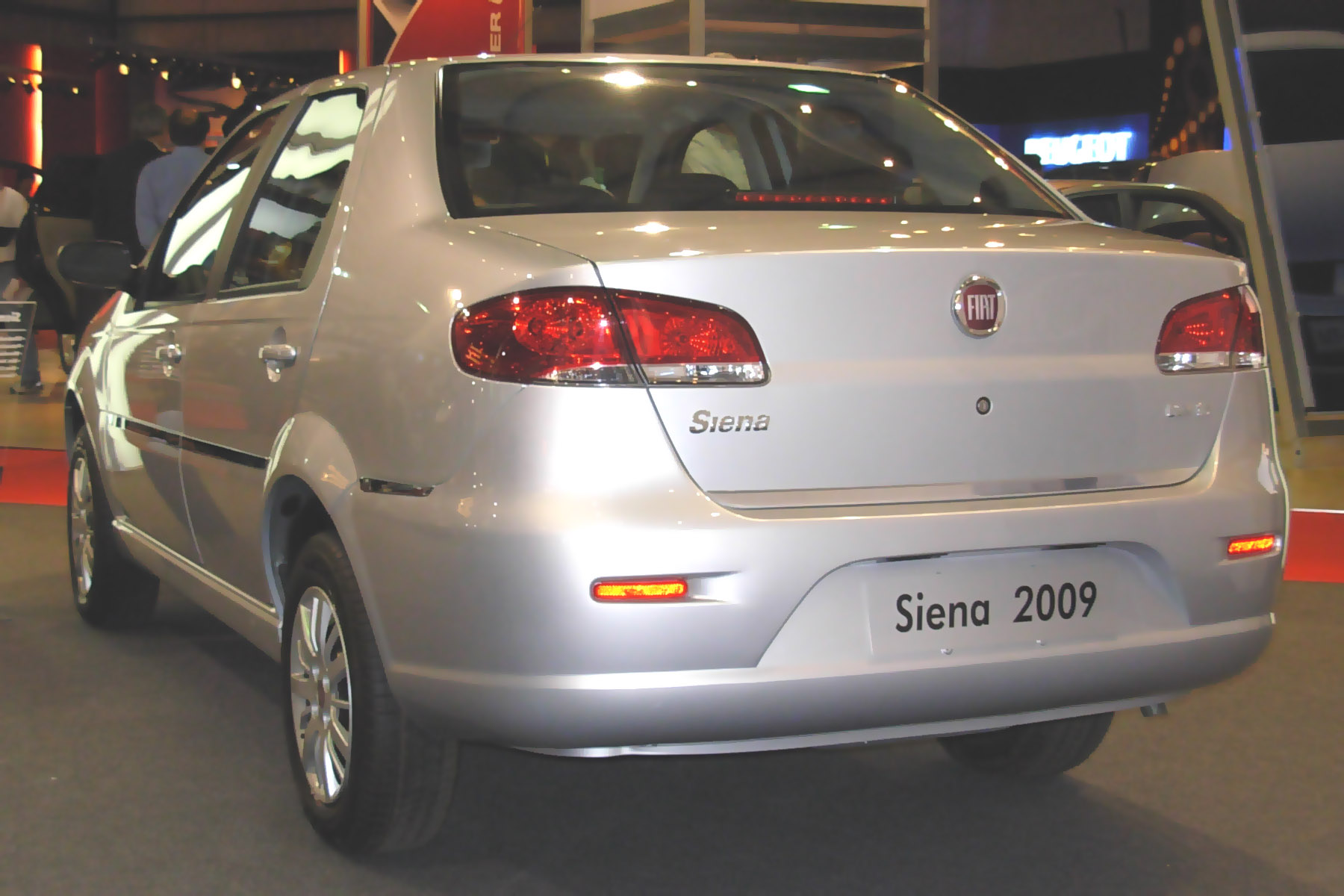
فيات سيينا (2009) من الخلف
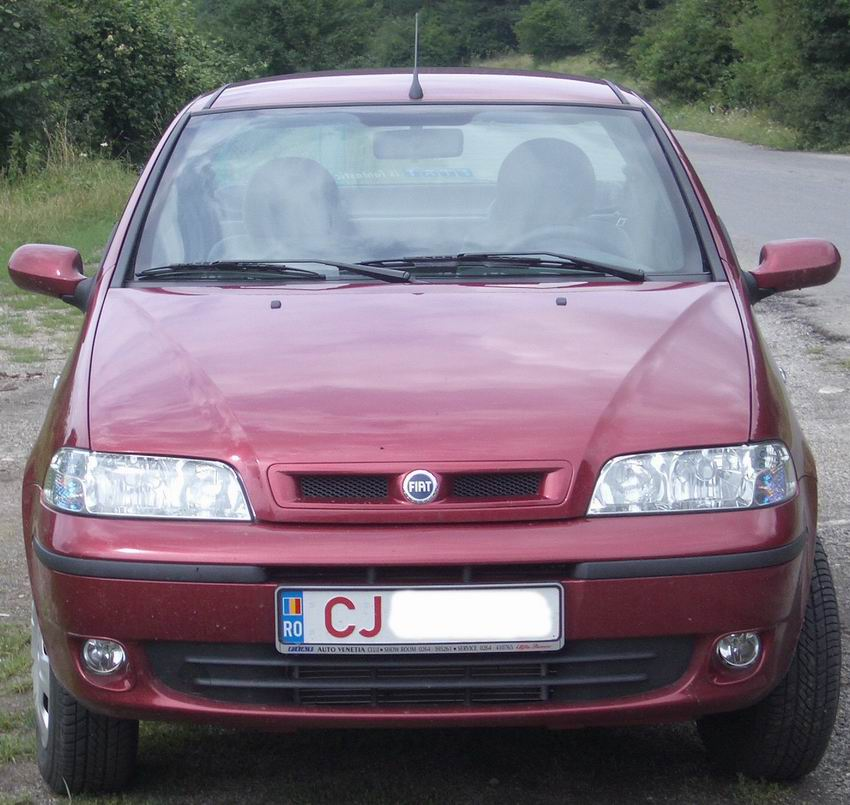
فيات سيينا\ألبا الطراز الثاني
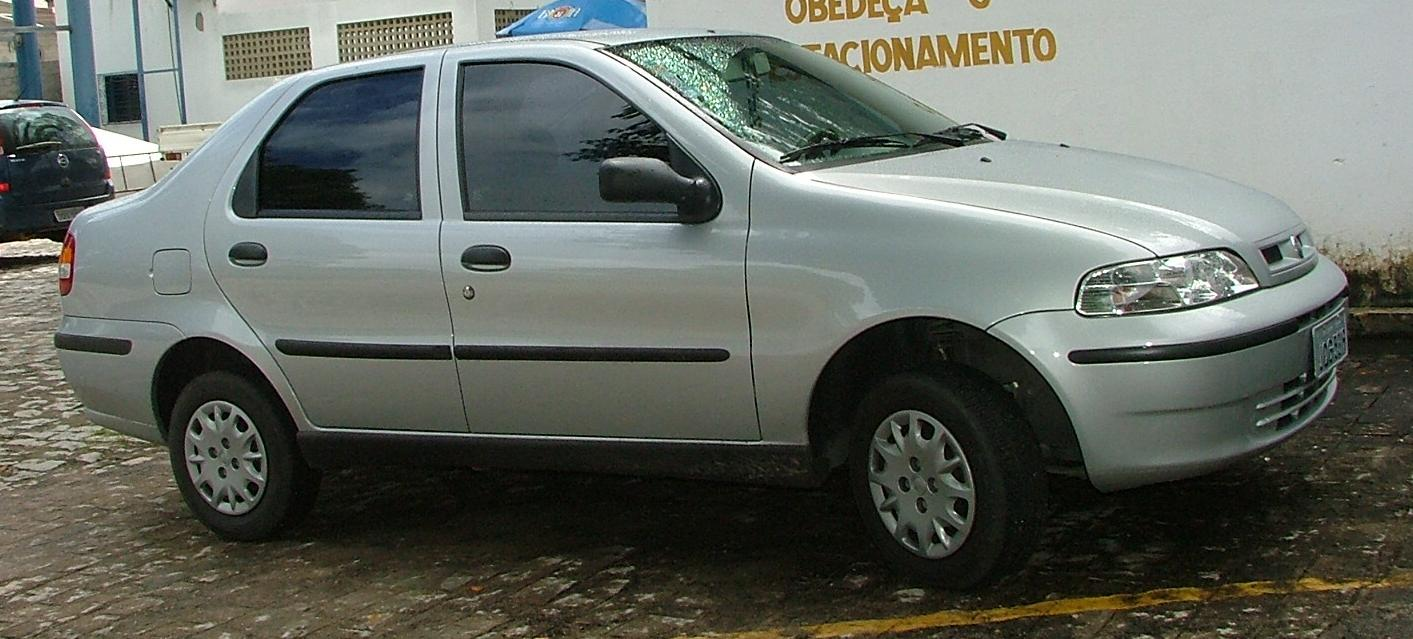
ثاني طراز من فيات سيينا
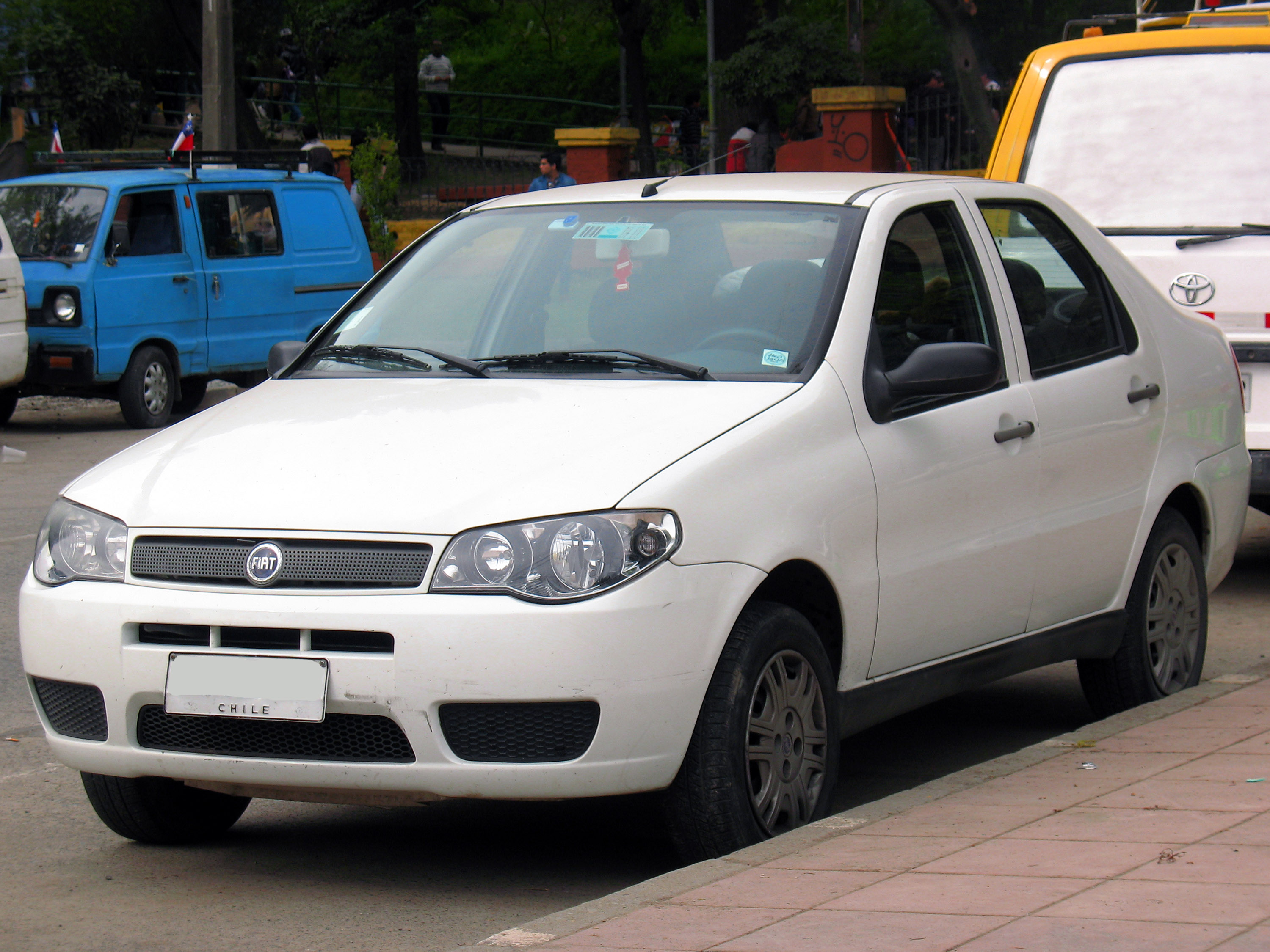
فيات سيينا فاير 1.4 الطراز الثالث
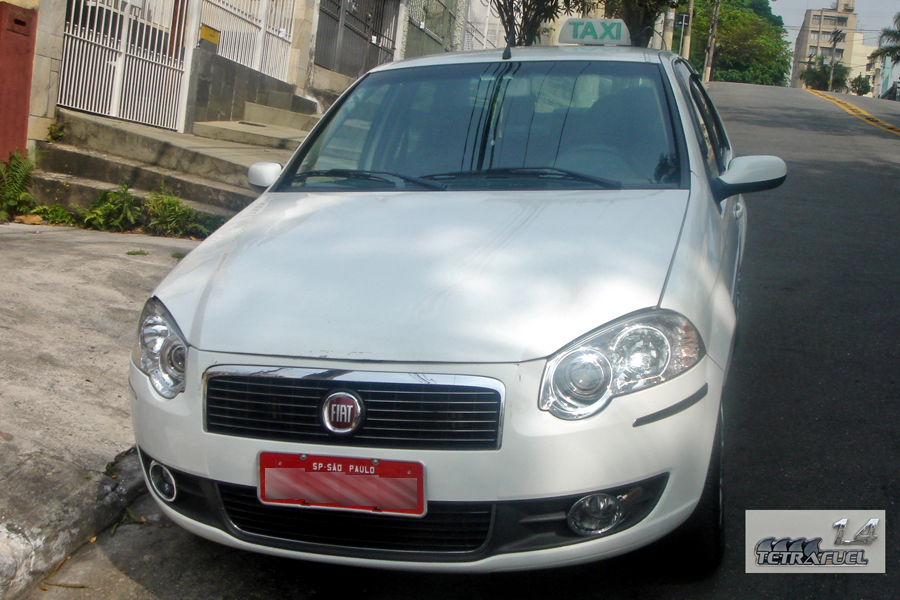
فيات سيينا تيتروفول برازيلية (2009)